# Институт энергетики и машиностроения ДГТУ
Институт энергетики и машиностроения ДГТУ (ИЭМ ДГТУ) — один из факультетов Донского государственного технического университета.
Изначально появился как завод-втуз при Ростсельмаше, с 1995 по 2008 год назывался Ростовская-на-Дону государственная академия сельскохозяйственного машиностроения (РГАСХМ), которая затем была включена в состав ДГТУ и получила своё нынешнее название.
Расположен по адресу: Ростов-на-Дону, улица Страны Советов, 1.

## История
- 1960 год — первый набор студентов.
- 1962 год — организованы первые два факультета — «Сельскохозяйственные машины» и «Горячая обработка металлов».
- 1991 год — ВТУЗ был преобразован в Ростовский-на-Дону институт автоматизации и технологии машиностроения (РИАТМ).
- 1995 год — получил статус академии и получил название Ростовская-на-Дону государственная академия сельскохозяйственного машиностроения (РГАСХМ).
- 2008 год — РГАСХМ прекратила своё существование и была объединена с ДГТУ.